# 쉐논슈람의 통신과정모형

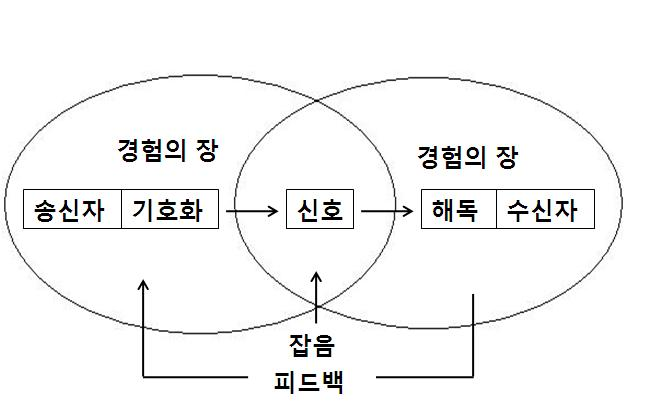
쉐논슈람모형

쉐논슈람의 통신과정모형은 교육공학의 커뮤니케이션이론 중 하나로 매체를 통한 송신자와 수신자의 효과적인 통신을 강조하는 모형이다. 이러한 쉐논슈람의 통신과정모형은 커뮤니케이션의 특징을 제대로 반영하기 위해 '피드백'의 개념을 추가하고, '경험의 장'이 중복되는 부분을 만들어 쉐논과 위버의 직선적 모형을 보완했으며, 송신자와 수신자가 가진 각각의 경험의 장의 차이에 따른 '잡음'의 문제를 명시함으로써 벌로의 커뮤니케이션 모형과 차이를 나타내고 있다.

## 쉐논슈람의 통신과정모형의 특징
- 송신자와 수신자가 공통된 경험의 장에서의 만남을 통하여 효과적으로 통신할 수 있음을 설명하고 있다.
- 송신자와 수신자가 통신하는 과정에서 오는 문제점을 피드백을 통해 보완할 수 있음을 설명하고 있다.
- 효과적인 통신을 위하여 잡음(물리적, 심리적 잡음 등)을 최소화하거나 제거해야 함을 강조한다.[2]

## 쉐논슈람의 통신과정모형의 구성요소
- 송신자 : 수신자에게 전달할 내용, 전달 방식 등을 결정하는 주체이다.
- 수신자 : 송신자가 보낸 메시지와 주변 환경(잡음), 매체 등을 지각하여 의미를 해석하고 평가하는 주체이다.
- 메시지 : 송신자가 창출한 의미를 가진 자극을 말한다.
- 채널 : 송신자가 보내는 메시지와 수신자를 연결시켜주는 매체를 말한다.
- 피드백 : 송신자와 수신자의 상호작용에 의해 커뮤니케이션의 문제점을 수정하고 보완하는 과정을 말한다.
- 환경/잡음 : 커뮤니케이션에 참여하는 사람들을 둘러싼 물리적, 심리적 배경과 방해요인을 말한다.

- 물리적잡음 : 메시지의 전달을 방해하는 외부 환경적인 잡음이다.
- 심리적잡음 : 수신자의 내부적이고 해석적인 방해요소이다.

## 효과적인 통신을 위한 조건
- 통신과정에서 발생하는 잡음을 줄이고 공통된 경험의 장을 넓혀 원활히 통신한다.
- 송신자는 수신자가 메시지를 자신의 경험의 장을 통해 해석할 수 있도록 기호화한다.
- 송신자와 수신자의 경험의 장이 서로 공통된 분모를 가져야 통신이 효과적으로 이루어진다.

## 같이 보기
- 통신
- 교육공학
- 교수매체
- 커뮤니케이션